# توروله
توروله (به لهستانی:  Torule) یک روستا در لهستان است که در گمینا بوتشکی واقع شده‌است. توروله ۵۰ نفر جمعیت دارد.